# Рыдзевский, Николай Антонович
Николай Антонович Рыдзевский (1805—1878) — военный инженер, генерал-лейтенант, член Военного Совета, строитель Ивангородской крепости.
Происходил из дворян Смоленской губернии, родился в 1805 году, сын героя сражения под Прейсиш-Эйлау полковника Антона Ивановича Рыдзевского; первоначальное образование получил в Финляндии, где служил его отец, затем был определён пансионером в Санкт-Петербург, во 2-ю военную гимназию.
30 октября 1820 года он, сдав экзамен, поступил кондуктором в Главное инженерное училище, 19 ноября 1822 года по экзамену был произведён в прапорщики полевых инженеров и 15 декабря 1824 года, по окончании курса в офицерских классах Главного инженерного училища был назначен на службу в крепость Бобруйск, получив при переходе в старший офицерский класс чин подпоручика (22 декабря 1823 года).
27 марта 1825 года Рыдзевский был командирован в распоряжение наследника цесаревича Константина Павловича для работ в польских крепостях Модлине и Замостье и под руководством известного строителя этих крепостей, бывшего инженерного генерала наполеоновских войск Маллета, поступившего на польскую службу под фамилией Мелецкого.
8 ноября 1827 года Рыдзевский был произведён в поручики, а 5 апреля 1829 года командирован на театр войны в Европейскую Турцию к исправляющему должность начальника инженеров 2-й армии и, по прибытии на место, с 10 по 23 мая производил осадные работы под крепостью Силистрией, за что был 14 июля 1829 года награждён орденом св. Анны 3-й степени с бантом. Затем, 24 мая, во время движения главных сил по Шумлинской дороге через селение Каургу, Рыдзевский находился при начальнике инженеров 2-й армии генерале Лейхнере, участвовал при поражении, 30 мая, великого визиря под Кулевчей, а после перехода, в июле месяце, русских войск через Балканы, укреплял этапы и военные дороги в горах блокгаузами, за что получил 30 августа 1829 года орден св. Владимира 4-й степени с бантом. После Адрианопольского мира он, 24 февраля 1830 года, вернулся в Бобруйск, причём ему было дан не в зачёт, в виде награды, годовой оклад жалованья.
С началом Польского восстания, Рыдзевский 6 апреля 1831 года был прикомандирован к начальнику инженеров действующей армии инженер-генералу И. И. Дену, с которым и работал над укреплением города Брест-Литовска, Мендзержица и Седлеца. 11 мая, после переправы русских войск через Западный Буг, он следовал с войсками через Соколово, Гродно и Высокомазовецк до Остроленки, откуда вместе с генералом Деном поехал в Ломжу для укрепления этого города, а 26 мая послан был в отряд генерала Ридигера, с которым участвовал в военных действиях в Люблинской губернии. 6 июля он устроил переправу через реку Вепрж под Лысобоками, 7 июля участвовал при поражении корпуса Янковского под Буздиско, а 8 июля — при движении на Коцк, причём вторично устроил переправу через Вепрж; с 18 по 26 июля работал над устройством укреплений и переправы через Вислу у местечка Юзефова, 28 июля был в авангардном деле при Границе, а с 1 по 6 августа опять укреплял и устраивал переправу через Вислу у деревник Подгуржи.
С окончанием Польской кампании боевая деятельность Рыдзевского сменилась мирной строительной. Произведённый 14 октября 1831 года в штабс-капитаны, он 22 апреля 1832 года назначен был командиром инженерной команды в крепость Замостье и здесь до 1838 года работал над перестройкой и укреплением крепости; 28 марта ему был пожалован бриллиантовый перстень «за работы в Замостской крепости», 6 декабря ему объявлено Высочайшее благоволение, 1 января 1835 года он был произведён в капитаны, а 9 августа 1838 года награждён орденом св. Станислава 2-й степени.
10 ноября 1838 года Рыдзевскому поручена была инженерная команда в проектированной крепости Ивангород. Рыдзевский приехал сюда, когда на месте крепости стояла только корчма при перевозе через Вислу близ впадения в неё Вепржа. В сравнительно короткий промежуток времени, до 1844 года, он создал всю крепость в её главных частях и за это, кроме производства в подполковники (23 мая 1840 года), получил два раза — 9 августа и 27 сентября 1840 года — выражение Высочайшего благоволения.
13 января 1844 года Рыдзевский назначен был начальником инженерной команды в Новогеоргиевскую крепость. Здесь до его приезда главнейшие фортификационные работы были уже закончены, но он устроил целый ряд других сооружений, имевших не только практическое, но и научное значение: устроил полную контрминную систему, первый в России висящий на проволочных канатах мост через реку Нарев, первую же, после Мытищинской в Москве, паровую водокачку, паровую мельницу, долго бывшую единственной в русских крепостях, и так далее. Затем он предпринял обширные работы по регулированию течения pек Вислы и Нарева и по укреплению их берегов под крепостью. Работы увенчались полным успехом, также как и очень пригодились впоследствии, при приведении крепости в 1854—1855 годах в оборонительное положение, построенные им запасные плавучие мосты через Вислу и Нарев.
17 декабря 1844 года, за беспорочную выслугу в офицерских чинах 25 лет, Рыдзевский получил орден св. Георгия 4-й степени (№ 7227 по кавалерскому списку Григоровича — Степанова), 8 мая 1845 года ему объявлено было Высочайшее благоволение «за работы в Новогеоргиевской крепости», а через полтора года — 28 ноября 1846 года он вышел в отставку полковником.
В отставке Рыдзевский, впрочем, был недолго — до 6 мая 1848 года (вернулся в строй с чином подполковника) и 15 мая 1848 года опять оказался в Новогеоргиевске — начальником инженерной команды. До 1850 года он два раза получал выражение Высочайшего благоволения (25 июня 1849 года и 4 мая 1850 года) «за отличный порядок по содержанию воинских зданий и верхов крепости».
Произведённый 4 мая 1850 года в полковники, он 21 ноября назначен был в штаб начальника инженеров действующей армии генерала К. А. Шильдера и занял должность штаб-офицера для особых поручений, на котором лежала вся проектная часть по городам и крепостям Западного инженерного округа и поверка смет на годовые работы. За свою деятельность на этой трудной должности он 3 февраля 1853 года был награждён орденом св. Анны 2-й степени.
Во время Восточной войны на Рыдзевского возложено было приведение всех западных крепостей в оборонительное положение и военно-инженерные работы в Царстве Польском, ввиду ожидавшегося тогда разрыва с Австрией. За успешное выполнение этой задачи ему была пожалована, 31 мая 1855 года, императорская корона к ордену св. Анны 2-й степени, а в следующем, 1856 году, 10 января, он назначен был состоять при инспекторе по инженерной части генерале Дене.
26 августа 1856 года Рыдзевский получил орден св. Владимира 3-й степени с мечами, а 17 апреля 1858 года был произведён в генерал-майоры и утверждён в должности вице-директора Инженерного департамента (эту должность он занимал с 22 февраля 1857 года). С 1860 по 1862 год Рыдзевский был удостоен последовательно нескольких наград: 8 марта 1860 года ему объявлено Монаршее благоволение за успешное управление Инженерным департаментом во время болезни директора, 17 апреля пожалован орден св. Станислава 1-й степени, 27 апреля 1862 года — св. Анны 1-й степени с мечами.
26 января 1863 года, с преобразованием Инженерного департамента в Главное инженерное управление, он назначен был в нём вице-директором, вскоре, 4 апреля 1865 года, произведён в генерал-лейтенанты, затем в 1867 году вступил в должность члена Инженерного комитета и заведующего делами этого комитета и в том же году получил орден Святого Владимира 2-й степени, а в 1872 году был назначен членом Военного совета; в 1869 году награждён орденом Белого Орла.
На нём, как на единственном в то время члене совета — инженере, лежало рассмотрение всех дел, касавшихся инженерной специальности. «Ему не суждено было совершать блестящих подвигов, о которых пишут в реляциях, он не сооружал бьющих в глаза монументальных зданий, не участвовал в административных работах, с которыми навсегда связаны имена участников, но он выполнил деятельность, плодотворную для общества, очень нужную ему, требующую основательных знаний, солидного ума и громадного трудолюбия» — так сказал в своей речи инженер-генерал Герстфельд в 1874 году, по случаю 50-летия службы Рыдзевского в офицерских чинах.
Рыдзевский умер 10 марта 1878 года в Санкт-Петербурге, от воспаления легких.
Его сыновья: Александр-Иван (1841—?, генерал-майор), Георгий (1837—1885, генерал-майор, кавалер ордена св. Георгия 3-й степени за штурм Карса в 1877 году), Константин (1852—1929, генерал от кавалерии, сенатор, командир Отдельного корпуса жандармов) и Николай (1840—1895, генерал-майор, начальник Киевского арсенала).